# Phalotris reticulatus
Espèce
Synonymes
- Elapomorphus reticulatus Peters, 1860
- Phalotris bilineatus reticulatus (Peters, 1860)

Phalotris reticulatus  est une espèce de serpents de la famille des Dipsadidae.

## Répartition
Cette espèce est endémique du Brésil. Elle se rencontre dans les États du Minas Gerais et de São Paulo.

## Publication originale
- Peters, 1860 : Drei neue Schlangen des k. zoologischen Museums aus America und Bemerkungen über die generelle Unterscheidung von anderen bereits bekannten Arten. Monatsberichte der Königlichen Preussischen Akademie der Wissenschaften zu Berlin, vol. 1860, p. 517-521 (texte intégral).